# Cerro San Isidro
El Cerro San Isidro es un cerro ubicado en la ciudad de Tijuana. Está formado por varias lomas de más de 700m de altura, siendo la mayor elevación de la ciudad de Tijuana. Colinda con las Montañas de San Ysidro, siendo Otay Mountain el punto más alto (1,087m) y la división natural de México y Estados Unidos. Hasta la década de 1990 era un área casi despoblada, pero a partir del año 2000 comenzó a poblarse en las faldas de este, formando colonias como El Niño, Terrazas del Valle, Altiplano, Residencial del Bosque y más recientemente Valle Imperial. A mediados de la década del 2000 se instalaron antenas de radio y telefonía celular en su cima. 
Desde este cerro es posible ubicar el Cerro Colorado, el Cerro de las Abejas, San Ysidro Mountains, el Cerro Bola y el Cuchumá en Tecate, Baja California. Durante la mayor parte del año, el Cerro San Isidro se puede encontrar con vegetación de chaparral propia de la región y resistente a la sequía como la jojoba, biznagas y otras cactáceas y también mantiene su propia fauna, tal como liebres, conejos, correcaminos, ratones de campo, halcones, cuervos y Serpiente de cascabel. 
La cima mantiene la misma temperatura promedio que el resto de la ciudad, aunque es bañado profusamente por la brisa nocturna, y ha registrando ocasionales heladas cuando las temperaturas invernales bajan lo suficiente. De hecho, tras una nevada que cayó en 2014, el cerro se hizo famoso entre los que habitan en la ciudad. Desde entonces ha sido visitado por algunas personas con el fin de obtener una vista panorámica de la ciudad y su alrededor